# Coppa di Turchia 2022-2023 (pallavolo femminile)
La Coppa di Turchia 2022-2023 si è svolta dal 21 ottobre 2022 al 30 aprile 2023: al torneo hanno partecipato quattordici squadre di club turche e la vittoria finale è andata per la nona volta, la terza consecutiva, al VakıfBank.

## Regolamento
Alla competizione prendono parte tutte e 14 le squadre partecipanti alla Sultanlar Ligi 2022-2023. È prevista una fase di qualificazione, dalla quale sono esonerate le due formazioni finaliste della Sultanlar Ligi 2021-2022 (il Fenerbahçe e il VakıfBank), con tre gironi da quattro squadre che si sfidano in un round-robin: le prime due classificate di ciascun girone accedono ai quarti di finale, disputati in gara unica, così come la Final-4.

## Squadre partecipanti
| - Aydın BB - Bolu - Çukurova - Eczacıbaşı - Fenerbahçe - Galatasaray - İlbank | - Kuzeyboru - Nilüfer - PTT - Sarıyer - Sigorta Shop - Türk Hava Yolları - VakıfBank |

## Torneo

### Fase a gironi

#### Gruppo A

##### Risultati
| 21 ottobre 2022 Başkent Voleybol Salonu, Ankara Durata: 2h:16 - Spettatori: 280   | Kuzeyboru    | 3 - 2 | Sigorta Shop | 29-27, 25-21, 14-25, 21-25, 15-6 |
| 21 ottobre 2022 Başkent Voleybol Salonu, Ankara Durata: 1h:27 - Spettatori: 2 000 | Eczacıbaşı   | 3 - 0 | Çukurova     | 25-22, 25-15, 25-23              |
| 22 ottobre 2022 Başkent Voleybol Salonu, Ankara Durata: 1h:27 - Spettatori: 250   | Çukurova     | 0 - 3 | Kuzeyboru    | 16-25, 28-30, 18-25              |
| 22 ottobre 2022 Başkent Voleybol Salonu, Ankara Durata: 1h:22 - Spettatori: 2 250 | Sigorta Shop | 0 - 3 | Eczacıbaşı   | 25-27, 13-25, 19-25              |
| 23 ottobre 2022 Başkent Voleybol Salonu, Ankara Durata: 1h:23 - Spettatori: 250   | Sigorta Shop | 3 - 0 | Çukurova     | 25-20, 25-17, 25-21              |
| 23 ottobre 2022 Başkent Voleybol Salonu, Ankara Durata: 1h:38 - Spettatori: 3 000 | Eczacıbaşı   | 3 - 1 | Kuzeyboru    | 20-25, 25-19, 25-19, 25-17       |

##### Classifica
| Pos. | Squadra      | Pt | G | V | P | SV | SP | Ratio | PF  | PS  | Ratio |
| ---- | ------------ | -- | - | - | - | -- | -- | ----- | --- | --- | ----- |
| 1.   | Eczacıbaşı   | 9  | 3 | 3 | 0 | 9  | 1  | 9,000 | 247 | 197 | 1,254 |
| 2.   | Kuzeyboru    | 5  | 3 | 2 | 1 | 7  | 5  | 1,400 | 264 | 261 | 1,011 |
| 3.   | Sigorta Shop | 4  | 3 | 1 | 2 | 5  | 6  | 0,833 | 236 | 239 | 0,987 |
| 4.   | Çukurova     | 0  | 3 | 0 | 3 | 0  | 9  | 0,000 | 180 | 230 | 0,783 |

      Qualificata ai quarti di finale.

#### Gruppo B

##### Risultati
| 21 ottobre 2022 Cengiz Göllü Kapalı Spor Salonu, Bursa Durata: 1h:34 - Spettatori: 150 | Türk Hava Yolları | 3 - 1 | İlbank            | 25-13, 24-26, 25-10, 25-4 |
| 21 ottobre 2022 Cengiz Göllü Kapalı Spor Salonu, Bursa Durata: 1h:36 - Spettatori: 80  | Aydın BB          | 3 - 0 | Bolu              | 25-18, 31-29, 25-20       |
| 22 ottobre 2022 Cengiz Göllü Kapalı Spor Salonu, Bursa Durata: 1h:06 - Spettatori: 80  | İlbank            | 0 - 3 | Aydın BB          | 14-25, 14-25, 14-25       |
| 22 ottobre 2022 Cengiz Göllü Kapalı Spor Salonu, Bursa Durata: 1h:17 - Spettatori: 450 | Bolu              | 0 - 3 | Türk Hava Yolları | 16-25, 19-25, 16-25       |
| 23 ottobre 2022 Cengiz Göllü Kapalı Spor Salonu, Bursa Durata: 1h:23 - Spettatori: 80  | Bolu              | 3 - 0 | İlbank            | 25-20, 25-20, 25-18       |
| 23 ottobre 2022 Cengiz Göllü Kapalı Spor Salonu, Bursa Durata: 1h:13 - Spettatori: 200 | Türk Hava Yolları | 3 - 0 | Aydın BB          | 25-22, 25-17, 25-13       |

##### Classifica
| Pos. | Squadra           | Pt | G | V | P | SV | SP | Ratio | PF  | PS  | Ratio |
| ---- | ----------------- | -- | - | - | - | -- | -- | ----- | --- | --- | ----- |
| 1.   | Türk Hava Yolları | 9  | 3 | 3 | 0 | 9  | 1  | 9,000 | 249 | 156 | 1,596 |
| 2.   | Aydın BB          | 6  | 3 | 2 | 1 | 6  | 3  | 2,000 | 208 | 184 | 1,130 |
| 3.   | Bolu              | 3  | 3 | 1 | 2 | 3  | 6  | 0,500 | 193 | 214 | 0,902 |
| 4.   | İlbank            | 0  | 3 | 0 | 3 | 1  | 9  | 0,111 | 153 | 249 | 0,614 |

      Qualificata ai quarti di finale.

#### Gruppo C

##### Risultati
| 21 ottobre 2022 İzmir Atatürk Spor Salonu, Smirne Durata: 1h:53 - Spettatori: 400   | Galatasaray | 2 - 3 | Nilüfer     | 25-11, 23-25, 20-25, 25-18, 11-15 |
| 21 ottobre 2022 İzmir Atatürk Spor Salonu, Smirne Durata: 1h:29 - Spettatori: 150   | PTT         | 0 - 3 | Sarıyer     | 22-25, 28-30, 16-25               |
| 22 ottobre 2022 İzmir Atatürk Spor Salonu, Smirne Durata: 1h:45 - Spettatori: 250   | Nilüfer     | 3 - 1 | PTT         | 19-25, 25-20, 25-21, 25-21        |
| 22 ottobre 2022 İzmir Atatürk Spor Salonu, Smirne Durata: 1h:24 - Spettatori: 650   | Sarıyer     | 0 - 3 | Galatasaray | 22-25, 27-29, 11-25               |
| 23 ottobre 2022 İzmir Atatürk Spor Salonu, Smirne Durata: 1h:36 - Spettatori: 1 100 | Galatasaray | 3 - 1 | PTT         | 25-16, 25-18, 21-25, 25-16        |
| 23 ottobre 2022 İzmir Atatürk Spor Salonu, Smirne Durata: 2h:14 - Spettatori: 200   | Sarıyer     | 3 - 1 | Nilüfer     | 24-26, 25-16, 25-23, 25-17        |

##### Classifica
| Pos. | Squadra     | Pt | G | V | P | SV | SP | Ratio | PF  | PS  | Ratio |
| ---- | ----------- | -- | - | - | - | -- | -- | ----- | --- | --- | ----- |
| 1.   | Galatasaray | 7  | 3 | 2 | 1 | 8  | 4  | 2,000 | 279 | 229 | 1,218 |
| 2.   | Sarıyer     | 6  | 3 | 2 | 1 | 6  | 4  | 1,500 | 239 | 227 | 1,053 |
| 3.   | Nilüfer     | 5  | 3 | 2 | 1 | 7  | 6  | 1,167 | 270 | 290 | 0,931 |
| 4.   | PTT         | 0  | 3 | 0 | 3 | 2  | 9  | 0,222 | 228 | 270 | 0,844 |

      Qualificata ai quarti di finale.

### Fase finale

#### Tabellone
|  | Quarti di finale  | Quarti di finale  | Quarti di finale |            |                   | Semifinali        | Semifinali | Semifinali |  |  | Finale | Finale | Finale |  |
|  |                   |                   |                  |            |                   |                   |            |            |  |  |        |        |        |  |
|  | VakıfBank         | VakıfBank         | 3                |            |                   |                   |            |            |  |  |        |        |        |  |
|  | VakıfBank         | VakıfBank         | 3                |            |                   |                   |            |            |  |  |        |        |        |  |
|  | Galatasaray       | Galatasaray       | 0                |            |                   |                   |            |            |  |  |        |        |        |  |
|  | Galatasaray       | Galatasaray       | 0                |            | VakıfBank         | VakıfBank         | 3          |            |  |  |        |        |        |  |
|  |                   |                   |                  |            | VakıfBank         | VakıfBank         | 3          |            |  |  |        |        |        |  |
|  |                   |                   | Aydın BB         | Aydın BB   | 0                 |                   |            |            |  |  |        |        |        |  |
|  | Aydın BB          | Aydın BB          | Aydın BB         | Aydın BB   | 0                 | 3                 |            |            |  |  |        |        |        |  |
|  | Aydın BB          | Aydın BB          |                  |            |                   |                   |            |            |  |  |        |        |        |  |
|  | Sarıyer           | Sarıyer           | 1                |            |                   |                   |            |            |  |  |        |        |        |  |
|  | Sarıyer           | Sarıyer           | 1                |            | VakıfBank         | VakıfBank         | 3          |            |  |  |        |        |        |  |
|  |                   |                   |                  |            |                   |                   |            |            |  |  |        |        |        |  |
|  |                   |                   | Fenerbahçe       | Fenerbahçe | 0                 |                   |            |            |  |  |        |        |        |  |
|  | Türk Hava Yolları | Türk Hava Yolları | Fenerbahçe       | Fenerbahçe | 0                 | 3                 |            |            |  |  |        |        |        |  |
|  | Türk Hava Yolları | Türk Hava Yolları |                  |            |                   |                   |            |            |  |  |        |        |        |  |
|  | Kuzeyboru         | Kuzeyboru         | 2                |            |                   |                   |            |            |  |  |        |        |        |  |
|  | Kuzeyboru         | Kuzeyboru         | 2                |            | Türk Hava Yolları | Türk Hava Yolları | 2          |            |  |  |        |        |        |  |
|  |                   |                   |                  |            | Türk Hava Yolları | Türk Hava Yolları | 2          |            |  |  |        |        |        |  |
|  |                   |                   | Fenerbahçe       | Fenerbahçe | 3                 |                   |            |            |  |  |        |        |        |  |
|  | Fenerbahçe        | Fenerbahçe        | Fenerbahçe       | Fenerbahçe | 3                 | 3                 |            |            |  |  |        |        |        |  |
|  | Fenerbahçe        | Fenerbahçe        |                  |            |                   |                   |            |            |  |  |        |        |        |  |
|  | Eczacıbaşı        | Eczacıbaşı        | 0                |            |                   |                   |            |            |  |  |        |        |        |  |

#### Risultati

##### Quarti di finale
| 8 marzo 2023 VakıfBank Spor Sarayı, Istanbul Durata: 1h:05 - Spettatori: 800       | VakıfBank         | 3 - 0 | Galatasaray | 25-14, 25-19, 25-18               |
| 8 marzo 2023 Mimar Sinan Kapalı Spor Salonu, Aydın Durata: 1h:59 - Spettatori: 270 | Aydın BB          | 3 - 1 | Sarıyer     | 20-25, 26-24, 25-14, 25-22        |
| 8 marzo 2023 Burhan Felek Spor Salonu, Istanbul Durata: 2h:04 - Spettatori: 80     | Türk Hava Yolları | 3 - 2 | Kuzeyboru   | 25-13, 25-21, 23-25, 21-25, 15-10 |
| 7 marzo 2023 Burhan Felek Spor Salonu, Istanbul Durata: 1h:26 - Spettatori: 3 958  | Fenerbahçe        | 3 - 0 | Eczacıbaşı  | 25-23, 25-15, 27-25               |

##### Semifinali
| 29 aprile 2023 İzmir Atatürk Spor Salonu, Smirne Durata: 1h:24 - Spettatori: 4 600 | VakıfBank         | 3 - 0 | Aydın BB   | 26-24, 25-20, 25-16               |
| 29 aprile 2023 İzmir Atatürk Spor Salonu, Smirne Durata: 2h:08 - Spettatori: ?     | Türk Hava Yolları | 2 - 3 | Fenerbahçe | 25-22, 20-25, 24-26, 25-21, 10-15 |

##### Finale
| 30 aprile 2023 İzmir Atatürk Spor Salonu, Smirne Durata: 1h:21 - Spettatori: 5 000 | VakıfBank | 3 - 0 | Fenerbahçe | 25-15, 25-23, 29-27 |

## Statistiche
| Rendimento individuale | Rendimento individuale | Rendimento individuale | Rendimento individuale |
| Pos.                   | Nome                   | Punti                  | Squadra                |
| ---------------------- | ---------------------- | ---------------------- | ---------------------- |
| 1                      | Kiera Van Ryk          | 86                     | Türk Hava Yolları      |
| 2                      | Polina Rahimova        | 83                     | Kuzeyboru              |
| 3                      | Anthī Vasilantōnakī    | 80                     | Galatasaray            |
| 4                      | Anna Nicoletti         | 79                     | Aydın BB               |
| 5                      | Paola Egonu            | 65                     | VakıfBank              |

| Attacchi vincenti | Attacchi vincenti   | Attacchi vincenti | Attacchi vincenti |
| Pos.              | Nome                | Punti             | Squadra           |
| ----------------- | ------------------- | ----------------- | ----------------- |
| 1                 | Anna Nicoletti      | 72                | Aydın BB          |
| 2                 | Polina Rahimova     | 70                | Kuzeyboru         |
| 3                 | Anthī Vasilantōnakī | 69                | Galatasaray       |
| 3                 | Kiera Van Ryk       | 69                | Türk Hava Yolları |
| 5                 | Paola Egonu         | 58                | VakıfBank         |

| Muri vincenti | Muri vincenti      | Muri vincenti | Muri vincenti |
| Pos.          | Nome               | Punti         | Squadra       |
| ------------- | ------------------ | ------------- | ------------- |
| 1             | Mina Popović       | 15            | Galatasaray   |
| 2             | Saša Planinšec     | 12            | Aydın BB      |
| 2             | Yasemin Güveli     | 12            | Eczacıbaşı    |
| 4             | Ana Beatriz Corrêa | 11            | Kuzeyboru     |
| 4             | Deniz Uyanık       | 11            | Nilüfer       |

| Battute vincenti | Battute vincenti  | Battute vincenti | Battute vincenti  |
| Pos.             | Nome              | Punti            | Squadra           |
| ---------------- | ----------------- | ---------------- | ----------------- |
| 1                | Arina Fedorovceva | 11               | Fenerbahçe        |
| 1                | Kiera Van Ryk     | 11               | Türk Hava Yolları |
| 3                | Naz Aydemir       | 10               | Türk Hava Yolları |
| 4                | Hanna Orthmann    | 8                | Türk Hava Yolları |
| 4                | Zehra Güneş       | 8                | VakıfBank         |